# Lista chorążych reprezentacji Guamu na igrzyskach olimpijskich
Lista chorążych reprezentacji Guamu na igrzyskach olimpijskich – lista zawodników i zawodniczek reprezentacji Guamu, którzy podczas ceremonii otwarcia nowożytnych igrzysk olimpijskich nieśli flagę Guamu.

## Chronologiczna lista chorążych
| Lp. | Rok i miejsce        | Chorąży              | Dyscyplina           |
| --- | -------------------- | -------------------- | -------------------- |
| 1   | 1988, Calgary        | Judd Bankert         | Biathlon             |
| 2   | 1988, Seul           | Ricardo Blas         | Judo                 |
| 3   | 1992, Barcelona      | Frank Flores         | Pływanie             |
| 4   | 1996, Atlanta        | Patrick Sagisi       | Pływanie             |
| 5   | 2000, Sydney         | Melissa Lynn Fejeran | Podnoszenie ciężarów |
| 6   | 2004, Ateny          | Jeffrey Cobb         | Zapasy               |
| 7   | 2008, Pekin          | Ricardo Blas Jr.     | Judo                 |
| 8   | 2012, Londyn         | Maria Dunn           | Zapasy               |
| 9   | 2016, Rio de Janeiro | Benjamin Schulte     | pływanie             |
| 10  | 2020, Tokio          | Regine Tugade        | Lekkoatletyka        |
| 10  | 2020, Tokio          | Joshter Andrew       | Judo                 |